# Plainview (Tennessee)
Plainview és una població dels Estats Units a l'estat de Tennessee. Segons el cens del 2000 tenia 1.866 habitants.

## Demografia
Segons el cens del 2000, Plainview tenia 1.866 habitants, 658 habitatges, i 532 famílies. La densitat de població era de 111,7 habitants/km².
Dels 658 habitatges en un 43,9% hi vivien nens de menys de 18 anys, en un 66,3% hi vivien parelles casades, en un 9,7% dones solteres, i en un 19% no eren unitats familiars. En el 15% dels habitatges hi vivien persones soles el 3,8% de les quals corresponia a persones de 65 anys o més que vivien soles. El nombre mitjà de persones vivint en cada habitatge era de 2,82 i el nombre mitjà de persones que vivien en cada família era de 3,11.
Per edats la població es repartia de la següent manera: un 29% tenia menys de 18 anys, un 10% entre 18 i 24, un 31,7% entre 25 i 44, un 22,1% de 45 a 60 i un 7,2% 65 anys o més.
L'edat mediana era de 32 anys. Per cada 100 dones de 18 o més anys hi havia 96,1 homes.
La renda mediana per habitatge era de 35.896 $ i la renda mediana per família de 39.444 $. Els homes tenien una renda mediana de 26.505 $ mentre que les dones 19.375 $. La renda per capita de la població era de 13.384 $. Entorn del 9,1% de les famílies i l'11,8% de la població estaven per davall del llindar de pobresa.

## Poblacions més properes
El següent diagrama mostra les poblacions més properes.